# Strul (1982)
Strul är en svensk kortfilm från 1982 i regi av Clas Lindberg. Filmen visades i Sveriges Television 1986.

## Rollista
- Sören Hagdahl – trumslagare i bandet
- Agneta Ehrensvärd	– Siv, gitarrist
- Bengt C.W. Carlsson – Ronny, gitarrist
- Robert Sjöblom – Åke, gitarrist, Sivs fästman
- Sickan Carlsson – damen med hunden